# Oliver Bulman
Oliver Meredith Bone Bulman, född 20 maj 1902, död 18 februari 1974, var en brittisk paleontolog.
Bulman var lecturer i paleontologi i Cambridge. Han var en av samtidens största kännare av graptoliter och behandlade i flera verk deras anatomi och systematik. Bland dessa märks särskilt On the graptolites prepared by Holm (1932–1936) och Graptolithina (1938). Från 1934 var han medredaktör av Geological Magazine.